# Sinocyclocheilus biangularis
Sinocyclocheilus biangularis är en fiskart som beskrevs av Wang, 1996. Sinocyclocheilus biangularis ingår i släktet Sinocyclocheilus och familjen karpfiskar. Inga underarter finns listade i Catalogue of Life.